# Vendetta (film 1996)
Vendetta – polski film dokumentalny w reżyserii Jerzego Śladkowskiego z 1996.

## Opis filmu
Akcja filmu rozgrywa się w północnej Albanii, we wsi Grizë. Syn Murata zostaje zamordowany w rejonie Szkodry przez Rasima – syna sąsiadów, wielokrotnie odwiedzającego wcześniej dom Murata. Zagrożeni zemstą Murata członkowie rodziny zabójcy obawiają się opuścić dom. Zasady zemsty reguluje prawo zwyczajowe. Pośrednictwa w rozwiązaniu konfliktu podejmują się lokalni „sędziowie pokoju”, a także politycy. Murat jednak pozostaje niewzruszony, choć nie jest przekonany, czy chce zabić kogoś z rodziny zabójcy. W cieniu zemsty żyje cała rodzina Murata, rozpaczająca po utracie syna i następcy Murata. Kamera obserwuje wydarzenia rozgrywające się w obu domach, ale także kolejne próby odszukania ukrywającego się w górach zabójcy.
Ze strony albańskiej z ekipą kręcącą film współpracował reżyser Viktor Gjika.

## Nagrody
W 1996 film został wyróżniony nagrodą European Film Awards.